# Brett Sinkbeil
Brett Allen Sinkbeil (né le 26 décembre 1984 à Tulsa, Oklahoma, États-Unis) est un ancien lanceur droitier de baseball. Il a fait ses débuts dans les Ligues majeures au cours de la saison 2010 avec les Marlins de la Floride.

## Carrière
Étudiant au high school, Brett Sinkbeil est drafté par les Cardinals de Saint-Louis en 28e ronde en 2003. Il ne signe pas de contrat avec l'équipe et choisit plutôt de poursuivre ses études et sa carrière à l'Université d'État du Missouri à Springfield. Sinkbeil est repêché une seconde fois, devenant un choix de première ronde des Marlins de la Floride. Il est le 19e joueur sélectionné au total en 2006.
Le droitier fait ses débuts dans les majeures comme lanceur de relève avec les Marlins le 15 septembre 2010. Il lance deux manches en trois parties pour les Marlins, sans obtenir de décision. Le club le libère de son contrat en mars 2011, à la fin de l'entraînement de printemps.
Sinkbeil signe un contrat avec les Pirates de Pittsburgh le 20 avril 2011.